# Xavier Dablemont
Xavier Dablemont, né le 10 juin 1975 à Arras en France, est un footballeur français qui a évolué au poste de milieu droit.

## Biographie
Formé au RC Lens, il évolue ensuite en Ligue 2. Il participe à la montée en Ligue 1 avec le FC Lorient lors de la saison 2000-2001. Idem, avec le FC Rouen pour la montée en Ligue 2 en 2002-2003. Il est également champion du monde militaire en 1995 et vainqueur du tournoi de Toulon en 1995.
Xavier Dablemont a disputé un match de L1 avec Lens : le 9 novembre 1994 face à Metz. Il a par ailleurs disputé 152 matchs en seconde division.
Après avoir terminé sa carrière à Fontenay-le-Comte, il obtient son diplôme du DEF.
Il est ensuite scout pour les pros pour le Stade De Reims de 2011 à 2013, et pour le Stade rennais de 2018 à 2020.
En parallèle il entraîne les jeunes au CEP Lorient en R2 et est responsable formation football à 11 au sein du club.

## Statistiques
| Saison                | Club                  | Championnat           | Championnat | Championnat | Championnat | Coupe nationale | Coupe nationale | Coupe nationale | Coupe de la Ligue | Coupe de la Ligue | Coupe de la Ligue | Compétition(s) continentale(s) | Compétition(s) continentale(s) | Compétition(s) continentale(s) | Compétition(s) continentale(s) | Total | Total | Total |
| Saison                | Club                  | Division              | M.          | B.          | P.d.        | M.              | B.              | P.d.            | M.                | B.                | P.d.              | Comp.                          | M.                             | B.                             | P.d.                           | M.    | B.    | P.d.  |
| 1994-1995             | RC Lens               | Division 1            | 1           | 0           | 0           | -               | -               | -               | -                 | -                 | -                 | -                              | -                              | -                              | -                              | 1     | 0     | 0     |
| 1995-1996             | RC Lens               | Division 1            | -           | -           | -           | -               | -               | -               | -                 | -                 | -                 | C3                             | -                              | -                              | -                              | 0     | 0     | 0     |
| Sous-total            | Sous-total            | Sous-total            | 1           | 0           | 0           | 0               | 0               | 0               | 0                 | 0                 | 0                 | -                              | 0                              | 0                              | 0                              | 1     | 0     | 0     |
| 1996-1997             | Le Mans UC 72         | Division 2            | 32          | 0           | 0           | -               | -               | -               | 3                 | 0                 | 0                 | -                              | -                              | -                              | -                              | 35    | 0     | 0     |
| 1997-1998             | FC Gueugnon           | Division 2            | 39          | 6           | 1           | -               | -               | -               | 1                 | 0                 | 0                 | -                              | -                              | -                              | -                              | 40    | 6     | 1     |
| 1998-1999             | ES Wasquehal          | Division 2            | 29          | 1           | 0           | 2               | 0               | 0               | 1                 | 0                 | 0                 | -                              | -                              | -                              | -                              | 32    | 1     | 0     |
| 1999-2000             | FC Lorient            | Division 2            | 22          | 1           | 0           | 1               | 0               | 0               | 1                 | 0                 | 0                 | -                              | -                              | -                              | -                              | 24    | 1     | 0     |
| 2000-2001             | FC Lorient            | Division 2            | 17          | 2           | 0           | -               | -               | -               | -                 | -                 | -                 | -                              | -                              | -                              | -                              | 17    | 2     | 0     |
| Sous-total            | Sous-total            | Sous-total            | 39          | 3           | 0           | 1               | 0               | 0               | 1                 | 0                 | 0                 | -                              | 0                              | 0                              | 0                              | 41    | 3     | 0     |
| 2001-2002             | Grenoble Foot 38      | Division 2            | 13          | 0           | 0           | -               | -               | -               | 1                 | 0                 | 0                 | -                              | -                              | -                              | -                              | 14    | 0     | 0     |
| 2002-2003             | FC Rouen              | National              | 24          | 1           | 0           | -               | -               | -               | -                 | -                 | -                 | -                              | -                              | -                              | -                              | 24    | 1     | 0     |
| 2003-2004             | Fontenay VF           | CFA                   | 6           | 1           | 0           | 2               | 0               | 0               | -                 | -                 | -                 | -                              | -                              | -                              | -                              | 8     | 1     | 0     |
| 2004-2005             | Fontenay VF           | CFA                   | 2           | 0           | 0           | -               | -               | -               | -                 | -                 | -                 | -                              | -                              | -                              | -                              | 2     | 0     | 0     |
| 2005-2006             | Fontenay VF           | CFA 2                 | -           | -           | -           | -               | -               | -               | -                 | -                 | -                 | -                              | -                              | -                              | -                              | 0     | 0     | 0     |
| Sous-total            | Sous-total            | Sous-total            | 8           | 1           | 0           | 2               | 0               | 0               | 0                 | 0                 | 0                 | -                              | 0                              | 0                              | 0                              | 10    | 1     | 0     |
| Total sur la carrière | Total sur la carrière | Total sur la carrière | 185         | 12          | 1           | 5               | 0               | 0               | 7                 | 0                 | 0                 | -                              | 0                              | 0                              | 0                              | 197   | 12    | 1     |

## Palmarès
- Finaliste de la Coupe Gambardella en 1993 avec Lens
- Champion du monde militaire en 1995
- Vainqueur du tournoi de Toulon en 1995
- Vice-champion de France de division 2 en 2001 avec le FC Lorient
- Montée en Ligue 2 avec le FC Rouen saison 2002-2003.